# خوان پابلو (بازیکن فوتبال، زاده ۱۹۷۸)
خوان پابلو (انگلیسی: Juan Pablo؛ زادهٔ ۲ سپتامبر ۱۹۷۸) بازیکن فوتبال اهل اسپانیا است.
از باشگاه‌هایی که در آن بازی کرده‌است می‌توان به باشگاه فوتبال دپورتیوو آلاوس، باشگاه فوتبال نومانسیا، باشگاه فوتبال مکابی تل آویو، باشگاه فوتبال اسپورتینگ خیخون، و باشگاه ورزشی تنریف اشاره کرد.